# Marlene Sinnig
Marlene Sinnig (Rostock, RDA, 11 de diciembre de 1984) es una deportista alemana que compitió en remo.
Ganó tres medallas de plata en el Campeonato Europeo de Remo entre los años 2007 y 2013. Participó en los Juegos Olímpicos de Londres 2012, ocupando el sexto lugar en la prueba de dos sin timonel.

## Palmarés internacional
| Campeonato Europeo | Campeonato Europeo          | Campeonato Europeo | Campeonato Europeo |
| Año                | Lugar                       | Medalla            | Prueba             |
| ------------------ | --------------------------- | ------------------ | ------------------ |
| 2007               | Poznań (Polonia)            | Medalla de plata   | Ocho con timonel   |
| 2010               | Montemor-o-Velho (Portugal) | Medalla de plata   | Dos sin timonel    |
| 2013               | Sevilla (España)            | Medalla de plata   | Dos sin timonel    |